# Irene Dukaina

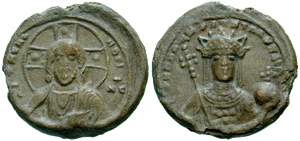
Bleisiegel der Kaiserin Irene Dukaina

Irene Dukaina (mittelgriechisch Ειρήνη Δούκαινα, bulgarisch Ирина Дукина Irina Dukina, * 2. Dezember 1066 in Konstantinopel; † 19. Februar 1123 oder 1133) war als Ehefrau des Kaisers Alexios I. Komnenos byzantinische Kaiserin. Beide hatten sieben Kinder, darunter Johannes II., Anna Komnena, Andronikos und Isaak Komnenos. 
Irene Dukaina ist die Tochter von Marija von Bulgarien und Andronikos Dukas. Mütterlicherseits ist sie Nachkommin des bulgarischen Zaren Iwan Wladislaw. Ihr Vater war ein Neffe des Kaisers Konstantin X.